# 수브라마니안 찬드라세카르
수브라마니안 찬드라세카르(타밀어:  சுப்பிரமணியன் சந்திரசேகர் 힌디어सुब्रह्मण्यन् चन्द्रशेखर, 영어: Subrahmanyan Chandrasekhar, 1910년 10월 19일 ~ 1995년 8월 21일) 박사는 인도 태생 미국인 천체물리학자이다. 1983년 노벨 물리학상을 수상하였다. 주로 블랙홀과 중성자별을 연구하였다.

## 학력
- ~1925년: 첸나이 힌두교 고등학교 (졸업)
- 1925년~1928년: 첸나이 프레지던시 대학교 (학사)
- 1928년~1930년: 첸나이 프레지던시 대학교 (석사)
- 1930년~1933년: 케임브리지 대학교 (박사)

## 생애

### 유년기
1910년, 영국령 인도 제국 (지금은 파키스탄) 펀자브 주 라호르에서 태어났다. 아버지는 고급 철도청 관리였으며, 삼촌인 찬드라세카라 벵카타 라만은 1930년 라만 효과를 발견한 공로로 노벨 물리학상을 수상한 물리학자였다. 찬드라세카르는 12살에 첸나이로 이사하여, 거기서 그는 첸나이 힌두교 고등학교를 졸업하고 첸나이 프레지던시 대학교(Presidency College, Chennai)를 학사, 석사 학위를 취득했다.

### 대학원 시절
찬드라세카르는 영국의 인도 학생을 위한 장학금을 받아 1930년부터 케임브리지 대학교 트리니티 칼리지에서 랠프 파울러(Ralph Howard Fowler)의 지도 아래 수학하여, 1933년 박사 학위를 받았다.
찬드라세카르의 가장 대표적인 업적인 백색왜성 연구는 대학원에 가기 위한 기나긴 배 여행 기간 처음 시작하였다고 한다. 그는 태양보다 약 1.4배 이상 무거운 질량을 가진 별은 백색왜성이 될 수 없음을 보였고 이것을 바탕으로 여러 종류의 별의 마지막을 예측하였다. 그의 아이디어는 오랫동안 배척당했는데, 천문학자 아서 에딩턴과의 논쟁은 유명하다. 당시 지도적인 입장에 있던 에딩턴은 찬드라세카르의 아이디어를 공개적으로 조롱하거나 그가 그의 이론을 방어할 충분한 시간을 주지 않은 채 몰아붙였다고 한다. 당시 찬드라세카르는 에딩턴과의 논쟁에 너무 기진맥진하는 바람에 한때, 다른 분야를 연구하기로 마음 먹기도 했었다. 그러나 1930년대 후반이 지나면서 에딩턴을 제외한 대부분의 천체물리학자들은 그의 주장에 동조하기 시작한다.

### 교수직
박사학위를 취득한 뒤, 찬드라세카르는 몇 년 동안 케임브리지 대학교 트리니티 칼리지 및 하버드 대학교에 머무르다가 1995년 사망할 때까지 시카고 대학교 여키스 천문대에서 교수직에 머물렀다. 찬드라세카르는 생애 동안 50명 이상의 대학원생들의 박사 연구를 지도하였다. 그의 강의에 대한 정신은 투철해서 단 두 명의 대학원생을 지도하기 위해 160 km 떨어진 대학까지 운전하며 다녔다고 한다. 그리고 "이러한 헌신의 가격-효율성에 대한 걱정은 1957년 리정다오와 양전닝으로 구성된 전체 학급이 노벨 물리학상을 받음으로 없어졌다."
1953년 미국 시민권을 얻었다. 1995년 8월 1일 사망하였다. 사망할 때까지 시카고 대학교에서 교육 활동을 멈추지 않았다고 한다. 그의 공로를 기려 1999년 그의 이름을 딴 찬드라 엑스선 관측선이 우주로 쏘아졌다. (‘찬드라’는 ‘달’ 또는 ‘빛을 내는’이란 뜻의 산스크리트어 낱말이다.)

## 주요 업적
- 찬드라세카르 한계 발견
- 백색왜성에 관한 연구
- 항성대기의 복사(輻射)에 의한 에너지 전달과 태양 표면의 대류(對流)에 의한 에너지 전달에 대한 연구
- 블랙홀 이론의 수학적 전개
- 통계역학 관련 연구

## 수상
- Henry Norris Russell Lectureship (1949)
- 브루스 메달(Bruce Medal) (1952)
- Gold Medal of the Royal Astronomical Society (1953)
- 헨리 드레이퍼 메달(Henry Draper Medal) (1971)
- 노벨 물리학상 (1983)
- 코플리 메달 (1984)

## 저서
- 〈항성구조 연구 입문 An Introduction to the Study of Stellar Structure〉(1939)
- 〈항성역학의 원리 Principles of Stellar Dynamics〉(1942)
- 〈복사전달 Radiative Transfer〉(1950)
- 〈플라즈마 물리학 Plasma Physics〉(1960)
- 〈유체동역학적 및 자기 유체역학적 안정 Hydrodynamic and Hydromagnetic Stability〉(1961)
- 〈블랙홀의 수학적 이론 The Mathematical Theory of Black Holes〉(1983)
- 〈진리와 아름다움：과학에서의 미학과 동기 Truth and Beauty：Aesthetics and Motivations in Science〉(1987)

## 전기
- Kameshwar C. Wali (1991). 《Chandra - A Biography of S.Chandrasekhar》. University of Chicago Press.
- Arthur I. Miller (2005). 《Empire of the Stars》. Houghton Mifflin and Co.
- Editor, Kameshwar C. Wali (1997). 《S. CHANDRASEKHAR, The Man Behind the Legend》. Imperial College Press.

## 같이 보기
- 찬드라세카르 한계
- 백색왜성